# Diacuí
Jakuí Kalapalo, à l’état-civil brésilien Diacuí Canualo Aiute, née vers 1933 au bord du Kurisevo (en) et morte le 10 août 1953 sur les rives du Culuene, est une célébrité kalapalo. Elle est mariée au sertanista (pt) (fonctionnaire en charge des affaires autochtones) Ayres Câmara Cunha le 29 novembre 1952 en présence de plus de dix mille personnes. Dès les fiançailles, elle devient un phénomène médiatique car l’époux, employé de la Fundação Brasil Central dans le cadre de la Marche vers l’Ouest (pt), utilise leur relation pour faire la propagande de la soi-disant mission civilisatrice. Les journaux du millionnaire Assis Chateaubriand, au premier rang desquels le Diario da Noite et O Cruzeiro, romantisent la situation de Jakuí en la comparant aux histoires de Cendrillon, de Roméo et Juliette ou d’Iracema. Neuf mois plus tard, Jakuí meurt d’hémorrhagie au terme de sa première grossesse. Cette mort en couches attise le scandale et les débats sur les relations entre autochtones et colons, particulièrement compte tenu du fait que le Serviço de Proteção ao Índio (pt) s’était opposé au mariage.

## Biographie
Jakuí naît vers 1933 sur les rives du rio Kurisevo, probablement dans un village nahukuá du nom de Jagamü. Elle est la fille du cacique nahukuá Avaguie Hípio et de la Kalapalo Apacu. Elle grandit dans le village kalapalo de Kunugijahütü. Âgée de deux ans, elle devient orpheline de ses parents et une Kalapalo appelée Fukanganho la recueille.
Le peuple kalapalo habite traditionnellement le bassin du Culuene, dans la région du haut Xingu. Cette région, bien qu’elle ait été auparavant explorée par des scientifiques et assaillie par des bandeirantes, ne fait l’objet d’efforts actifs de colonisation qu’à partir de l’expédition Roncador-Xingu (pt) de 1949, conformément aux plans du gouvernement de Getúlio Vargas formés à partir de 1940. Pour coordonner son nouveau projet de Marche vers l’Ouest, soutenu par les nations européennes qui veulent davantage de « terra nullius » à coloniser au nom de leur besoin d’« espace vital », la dictature de Vargas crée la Fundação Brasil Central en 1943. Ayres Câmara Cunha, né le 9 mai 1915 près d’Uruguaiana, fait partie des 85 hommes de l’expédition Roncador-Xingu suite à une carrière de gaucho puis de missionnaire catholique.
Durant la réclusion pubertaire (un rituel de passage à l’âge adulte) de Jakuí, qui a alors environ 13 ans, Ayres rend une de ses visites régulières à son village pour établir de bonnes relations entre la Fundação et les Kalapalo. Izarari, le cacique de Kunugijahütü, lui permet de pénétrer dans la case où Jakuí s’est retirée. Ayant achevé sa réclusion, la jeune femme acquiert son nom d’adulte, Jakuí, et se départ de ses noms d’enfant, Aiute et Kanualu. À partir de ce jour, Ayres voit Jakuí quotidiennement, en dehors de ses missions ailleurs au Brésil où il fréquente d’autres femmes. Trois après sa rencontre avec Jakuí, il est nommé à un poste fixe, désormais en charge du Kuluene. Elle ne parle pas portugais, tout comme il ne parle pas kalapalo. Ils ne peuvent donc pas discuter ensemble. Selon le cinéaste Takumã Kuikuro, au début de leur relation, Jakuí n’est pas amoureuse d'Ayres et a peur de lui.
En 1952, après six mois de vie commune avec Jakuí, Ayres fait l’objet d’une commission d’enquête interne de la FBC qui le reconnaît coupable de relations impropres avec des femmes autochtones. La Fundação le condamne à perdre son poste et à être banni du Xingu à vie. De plus, la FBC paie les Kuikuro pour qu’ils attaquent les Kalapalo et sèment la discorde entre les fiancés. Les Kuikuro échouent leur attaque. Un délégué, Cláudio Villas-Bôas (pt), est mandaté pour dissuader Ayres, mais en vain. Ayres se rend à Rio de Janeiro et demande l’autorisation au Serviço de Proteção do Índio – qui s’est opposé par le passé à tous les mariages entre colons et autochtones. Il est reçu par José Maria de Gama Malcher, qui lui réplique de revenir avec une demande écrite. Deux jours plus tard, Ayres revient, et est accueilli par Eduardo Galvão (pt) et Darcy Ribeiro qui lui font part de leur totale réprobation, au motif que Jakuí ne présente pas les caractéristiques d’une « néo-Brésilienne ». Ayres décide alors de mener une campagne médiatique. Les journaux O Cruzeiro (pt) et Diario da Noite (en), possédés par Assis Chateaubriand, se rangent en sa faveur. Pendant des semaines à partir du 4 octobre 1952, ils font activement la publicité de son projet matrimonial en le transformant en feuilleton dramatique. La pression médiatique et politique exercée par le millionnaire Chateaubriand finit par faire plier le ministre de l’Agriculture, João Cleofas (pt), dont dépend le SPI. Le Diario da Noite organise une expédition au village de Jakuí, dont font notamment partie Teodorico Bezerra et A. Bastos, pour s’assurer que les Kalapalo sont bien d’accord avec ce mariage. Ils obtiennent satisfaction.
En novembre 1952, alors que Jakuí est âgée d’environ 19 ans, elle et Ayres prennent un avion privé affrété par Chateaubriand pour Rio do Janeiro, avec l’autorisation du SPI. Elle est saluée par la poétesse Yole Manon et des milliers de personnes à l’aéroport. Elle est hébergée à l’hôtel Regina. L’institut de beauté Helena Rubinstein lui prodigue maquillage et vêtements à la mode inspirés de la jungle, assortis de colliers censés imiter les bijoux amérindiens et d’un perroquet de compagnie. Elle est reçue par le Sénat, et le préfet João Carlos Vital (pt) commande la construction d’une maison « rustique » qui imite les carbets amérindiens pour que les Kalapalo ne se sentent pas trop dépaysés. Campos Góis baptise la fiancée dans l’église São Judas Tadeu devant deux mille spectateurs, en l’appelant à l’occasion « une indienne civilisée de la tribu Macuxi de l’Amazonas, du nom de Dória ». Le 24, Cleofas signe une autorisation officielle du mariage, et le 26, le mariage civil est conclu. Les noces religieuses sont tenues en grande pompe à l’église Candelária, le 29 du mois. Les deux témoins sont le couple Cleofas. Seuls trois Kalapalo sont présents: le cacique Comátsi, Diarrila, frère de Jakuí, et un cousin du nom de Halita. Plus de dix mille curieux sont attroupés pour assister à la cérémonie. O Cruzeiro couvre tous les détails, et des journalistes du Time chroniquent l’évènement, comparant Jakuí à Pocahontas. D’autres journaux, comme le Radical, critiquent sévèrement Ayres.
Le 10 août 1953, Jakuí donne naissance à une fille, Diacuí Cunha Dutra. Elle meurt d’hémorrhagie post-partum. À ce moment-là, Ayres s’est absenté depuis quelques jours. Selon un témoignage oral d’une femme kalapalo de 90 ans, appelée Asuti, recueilli en 2005 par la professeure autochtone Ugisé, Jakuí aurait donné naissance sanas difficultés pendant la nuit, puis serait morte à midi. Elle souligne qu’un homme blanc s’était chargé des soins, et qu’il n’avait pas donné de vomitif à Jakuí comme cela est prescrit dans la médecine kalapalo. De plus, Ayres n’avait pas observé les interdictions traditionnelles qui incombent au mari d’une femme enceinte, par exemple de ne pas utiliser de couteaux. Lorsque la nouvelle parvient aux journalistes brésiliens, le traitement héroïque d’Ayres est inversé: il est accusé d’avoir délaissé sa femme, et on reproche à la Fundação Brasil Central de ne pas avoir envoyé de médecin à son chevet.
Jakuí est inhumée à la manière de son peuple: son cadavre est peint avec du roucou, déposé dans un filet, et enterré avec toutes ses possessions. Seule sa robe de mariée n’est pas déposée dans sa sépulture. Ayres retourne sur le Culuene deux jours après les obsèques. Il distribue de la rapadura, et tente en vain de payer les Kalapalo pour rejouer les funérailles en sa présence afin qu’il puisse en prendre des photographies et les publier. Quinze jours après la naissance de sa fille, Ayres l’ammène à Uruguiana, où elle grandit sans contact avec les Kalapalo.

## Politique
Le mariage de Jakuí est un sujet de controverse politique au sein de la société brésilienne des années 1950. Les partisans de l’acculturation des populations autochtones rencontrent plusieurs oppositions.

### Dans la société coloniale
Les journaux brésiliens de l’époque propagent des idées préconçues sur les peuples autochtones du Brésil, prétendant que Jakuí s’apprête à « quitter la barbarie » et à « devenir civilisée ». Dans les photoreportages, elle est souvent montrée habillée et maquillée à la mode européenne. Ayres annonce que se marier avec Jakuí lui permettra de faire apprendre le portugais aux Kalapalo et de leur inculquer l’agriculture, « en comptant sur l’aide de [s]es amis blancs » . Helouise Costa, citée par Marie Claire, décrit ainsi une des première photographies de Jakuí parues dans O Cruzeiro:

« [Ayres] pose derrière elle, en lui tenant les bras, de manière à la laisser complètement à la merci du regard du photographe et, en fin de compte, de celui du lecteur. Cette image suppose une complicité entre le sertanista et le public masculin de la revue, avec lequel il semble partager le fantasme colonialiste de la possession sexuelle de la femme indigène par l'homme blanc. […] Jakuí est présentée comme un véritable trophée entre les mains de l'homme-chasseur. »

Diacuí est aussi filmée tout au long de ses épousailles par le journaliste et cinéaste anglais William Gericke.
D’après l’analyse de Costa, ces reportages véhiculent une idéologie de la mission civilisatrice. Le mariage était censé symboliser la soumission des peuples autochtones, marqués comme féminins et naturels, et la reconnaissance de la suprémacie blanche, fantasmée comme masculine. Dans cet ordre d’idées, le fait de montrer la prise en charge de la fille de Jakuí par une nourrice blanche après la mort de sa mère signifiait que « la miscégénation serait une arme puissante pour le blanchiment (en) de la population autochtone ».
Dans le Brésil de l’époque, l’idée que la société coloniale pourrait complètement assimiler les autochtones est en train de disparaître et d’être remplacée par l’objectif de plutôt les « améliorer ». Les citadins des côtes n’ont pas de contacts avec leurs contemporains autochtones qui se trouvent surtout dans l’intérieur du pays, et analysent donc le cas de Jakuí à travers les clichés de la littérature indianiste. Principalement, Jakuí est vue comme un incarnation de l’héroïne éponyme du roman Iracema. Les journaux qui font paraître des photographies d’elle nue ne citent quasiment jamais ses propos et la traitent comme un objet sans discernement.

### Chez les Kalapalo
Au sein de la communauté kalapalo de l’époque, le mariage de Jakuí avec Ayres est vu comme un avantage stratégique. L’alliance permettrait de soumettre les caraíba – les colons – aux obligations issues des relations de parenté dans la culture kalapalo, dans laquelle le mari doit emménager chez la famille de la femme. Ainsi, les chefs kalapalo ont consenti à donner la main de Jakuí à condition qu’Ayres s’établisse dans le haut Xingu. Cette union est donc vue comme diplomatique et menant à une pacification future des relations. Elle permet à Jakuí d’obtenir une position politique forte de meneuse parmi les siens, appelée anetü. En particulier, elle est désormais en mesure de donner à ses voisins beaucoup de biens alimentaires rares, comme le sel et la rapadura. Lors de sa mort, une rumeur court selon laquelle elle aurait été tuée de manière magique par quelqu’un voulant se venger de ne pas avoir reçu assez de rapadura de sa part. Afin de maintenir la nouvelle alliance après la mort de Jakuí, les Kalapalo proposent de nouvelles épouses à Ayres, qui refuse.

## Postérité
Ayres publie un livre en 1953 qui prétend raconter « la vraie histoire de Diacuí ». Il présente ses fiancailles dans la ligne romantique de la couverture de presse de l’époque. Il accuse le SPI de racisme et loue les hommes politiques du régime de Vargas,.
En 1984, un film s’inspire du cas de Jakuí.
En 2023, la curatrice Marina Frúgoli intègre des photographies et l’histoire de Jakuí dans une exposition à l’Instituto Moreira Salles (pt).